# Ibardingo erreka
 (août 2009).
Si vous disposez d'ouvrages ou d'articles de référence ou si vous connaissez des sites web de qualité traitant du thème abordé ici, merci de compléter l'article en donnant les références utiles à sa vérifiabilité et en les liant à la section « Notes et références ».
L’Ibardinko erreka (cours supérieur) ou Aniberreko erreka (cours inférieur) est un affluent de la Nivelle à Ascain.

## Principaux affluents
Abréviations : (G) ou (rg) Affluent rive gauche ; (D) ou (rd) Affluent rive droite ; (CP) Cours principal, signale le nom donné à une partie du cours d'eau prise en compte dans le calcul de sa longueur.
- (CP) Ibardinko erreka, du col d'Ibardin
  - (G) Andurretako erreka,
- (D) Intsolako erreka, 3,8 km
  - (D) Larrunko erreka, 4,6 km, du massif de La Rhune